# Morten Wieghorst
Morten Wieghorst (Glostrup, 25 februari 1971) is een Deens voetbaltrainer en voormalig voetballer. Hij is momenteel zonder club nadat hij werd ontslagen in november 2018 bij Aalborg BK

## Clubcarrière
Morten Wieghorst maakte in 1989 zijn debuut in het profvoetbal voor Lyngby BK. Met die club wist hij in 1990 beslag te leggen op de Deense beker. Twee jaar later maakte hij de overstap naar Dundee United. Hij behaalde met Dundee in 1995 de finale van de Scottish League Cup waar de club werd verslagen door Aberdeen FC. In december 1995 maakte hij de overstap naar het grotere Celtic FC. Wieghorst sukkelde tijdens zijn eerste twee seizoenen in Glasgow met veel blessures. In 1998 had hij een belangrijk aandeel in het winnen van het landskampioenschap met Celtic. In 2000 werd er bij Wieghorst het syndroom van Guillain-Barré geconstateerd en daarna werd hij een jaar lang behandeld. In 2002 keerde Wieghorst terug naar Denemarken, hij ging nu voor Brøndby IF spelen. In 2005 stopte hij met voetballen.

## Interlandcarrière
Tussen 1990 en 1991 speelde Morten Wieghorst zes wedstrijden voor Denemarken -21. In 1994 maakte hij zijn debuut voor het Deens voetbalelftal in de met 2-1 gewonnen wedstrijd tegen Finland. Wieghorst maakte deel uit van het elftal dat in 1995 de Confederations Cup won. Daarnaast was Wieghorst ook als speler actief op WK voetbal 1998 waar hij drie wedstrijden speelde en de rode kaart kreeg van scheidsrechter John Toro Rendón in de wedstrijd tegen Zuid-Afrika. 
In 2003 miste Wieghorst namens Denemarken expres een penalty in een wedstrijd tegen Iran, omdat een speler van Iran dacht dat er was afgefloten (maar het geluid kwam van de tribune) . Hij pakte de bal in het strafschopgebied op en de scheidsrechter floot voor een penalty. Na kort overleg met trainer Morten Olsen miste Wieghorst onder luid applaus van alle toeschouwers de penalty. 
In april 2004 speelde hij zijn laatste interland tegen Schotland.

## Trainerscarrière
Na zijn actieve carrière als voetballer werd Morten Wieghorst tijdens het seizoen 2005-06 assistent-coach bij FC Nordsjaelland. Het jaar daarna werd hij gepromoveerd tot hoofdtrainer. Met die club wist hij enkele successen te behalen. Zo wist hij de club te plaatsen voor de UEFA Europa League en won zijn selectie de Deense voetbalbeker in 2010 en 2011. Na het winnen van die tweede titel werd bekendgemaakt dat Wieghorst de club zou verlaten en Denemarken –21 zou gaan coachen. Hij volgde Keld Bordinggaard op.

## Erelijst

### Als voetballer
Lyngby BK
- Deense beker: 1990
- Superligaen 1992

Celtic FC
- Scottish Premier League: 1998
- Scottish League Cup: 1998

Brondby IF
- Superligaen: 2004/05
- Deense beker: 2003, 2005

Denemarken
- Confederations Cup: 1995

Persoonlijke prijzen
- Deens voetballer van het jaar: 2003
- Internationaal Olympisch Comité Fairplay Award: 2003

### Als trainer
FC Nordsjaelland
- Deense beker: 2010, 2011